# François-Benoît Hoffman
François-Benoît Hoffman (Nancy, 11 de juliol de 1760 - París, 25 d'abril de 1828) va ser un dramaturg i crític francès, més conegut avui pels seus llibrets d'òpera, incloent els que hi van posar música compositors com Rossini, Étienne Méhul i Luigi Cherubini.